# 快桅阿拉巴馬號劫持案
快桅阿拉巴馬號劫持案是一起涉及海盜劫掠的事件。在索馬利亞港都埃爾東南方240海里（440公里；280英里）處，有4名索馬利亞海盜劫持了快桅阿拉巴馬號（MV Maersk Alabama）貨輪，後來將船長綁架為人質，企圖將其帶回索馬利亞，最終美國海軍於2009年4月12日成功救援。此為自19世紀初以來，美國旗下註冊的船隻首次被海盜成功扣押，而且該船是在單週中，第六艘被海盜襲擊的船隻，而先前海盜還勒索過數千萬美元的贖金。
船長理察·菲利普斯與史蒂芬·塔爾提（Stephan Talty）於2010年所著的《一名船長的職責：索馬利亞海盜、美國海軍海豹突擊隊、以及在海上所度過的這些危險日子》（A Captain's Duty: Somali Pirates, Navy SEALs, and Dangerous Days at Sea ）一書中，記載了整起事件的始末。該書之後被改編成電影《怒海劫》，由湯姆·漢克斯主演，於2013年上映。

## 事發經過

### 劫持
當時，快桅阿拉巴馬號上有20名船員，載有17,000公噸的貨物正前往肯亞的蒙巴薩。船員們都曾在工會培訓學校受過反海盜訓練，並且於前一天還在船上操練過。訓練的內容則包括了使用小型武器、以及教授反恐、基本安全、急救、和其他安全相關的課程。 2009年4月8日一早，海盜警報器大作，在被劫的台籍漁船穩發161號上有四名海盜對快桅阿拉巴馬號發動了攻擊。根據當時的美國國防部長羅伯特·蓋茨說，四名海盜的年齡全都是在17歲到19歲之間。

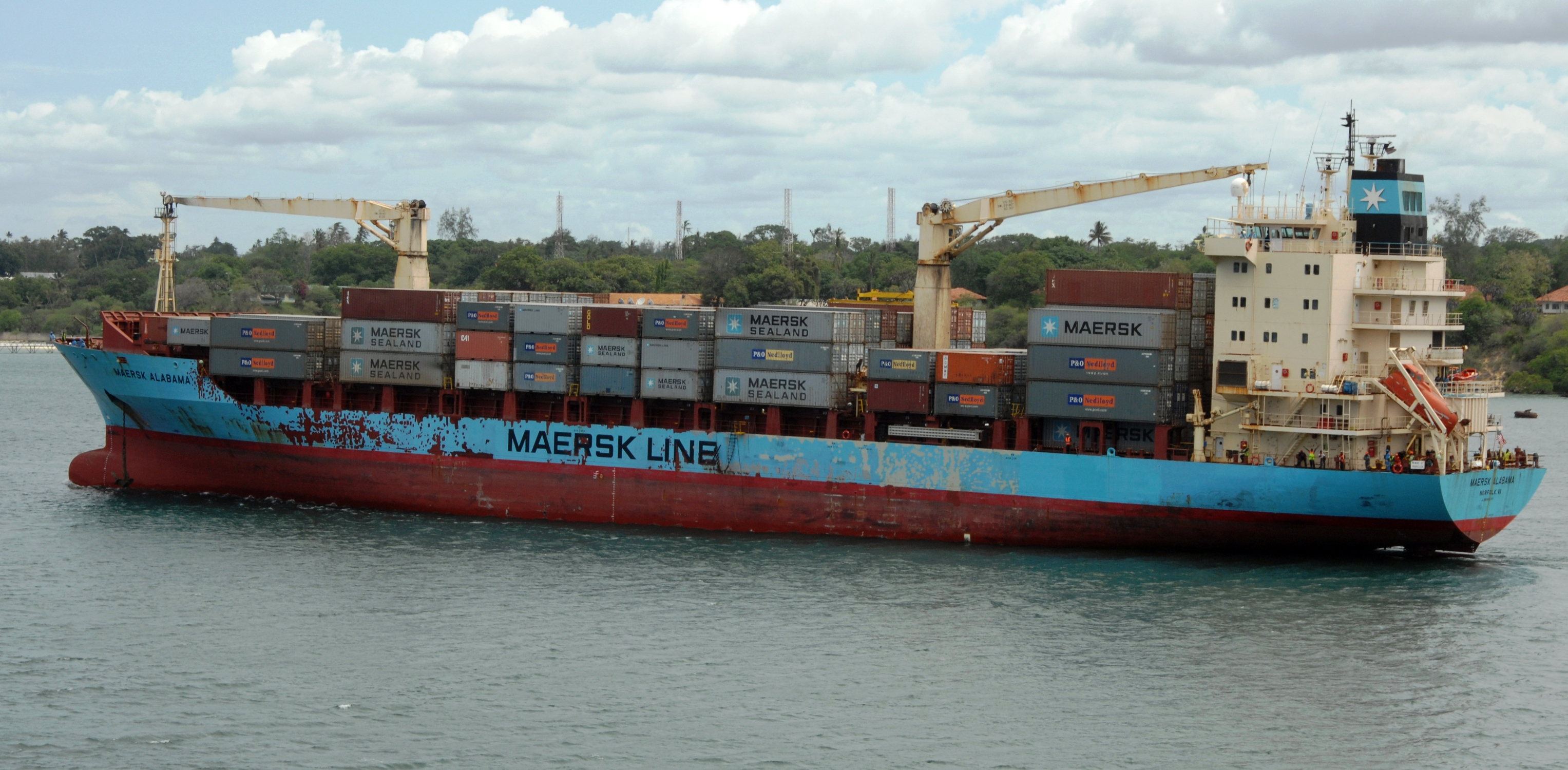
2009年遇劫事件落幕後，正要離開肯亞蒙巴薩港的快桅阿拉巴馬號

當時輪機長麥克·佩里（Mike Perry）便帶著14名船員進入「保安室」以加強防禦工事。當海盜逐漸靠近時，其餘船員便燃放信號彈。另外，佩里與助理機師麥特·費雪（Matt Fisher）也使勁擺動船舵，使海盜的小艇沉沒。然而，海盜終究還是上了船。
在一開始，佩里就先移除了艦橋對船隻主引擎的控制，而費雪也掌控了操舵裝置。之後佩里更是關閉船上所有的系統，使整艘船一片漆黑。海盜在登上船數分鐘之後就將船長理察·菲利普斯與其他幾個船員俘虜，但不久便發現無法控制船隻。
為了要能獲得船隻的控制權，並將船駛往索馬利亞，海盜便試著尋找其餘不見的船員。佩里則手持著小刀在保安室外伏著，以等待前來的海盜。在漆黑的引擎室中，佩里與海盜頭目歷經了一番追逐，最終將海盜頭目制伏且俘虜。這時，被海盜看守著的船員們也將一名海盜的手刺傷。
船員們打算以俘獲的海盜頭目來換回船長，但這場交易最後卻完全走樣。船長菲利普斯跟著海盜上了救生艇並向他們演示如何操作之後，便準備進行俘虜交換。但在船員釋放了海盜頭目之後，海盜卻拒絕履行協議，並挾持船長一同逃離。
事發當天，班布里奇號驅逐艦（USS Bainbridge (DDG-96)）就已被派往亞丁灣以進行人質救援行動，並於4月9日一早聯繫上了快桅阿拉巴馬號。在武裝護衛隊的護送下，快桅阿拉巴馬號於是駛離現場並前往原先的目的地蒙巴薩，於九天前由菲利普斯所接替的船長賴瑞·阿賽姆（Larry D. Aasheim）則重拾該船的指揮權。《CNN》與《福斯新聞》則引述消息人士指出，海盜的策略是要等待其他被劫持的船隻到來，以便帶來更多的海盜及其他人質好做肉盾。

### 營救
自2009年4月9日開始，班布里奇號驅逐艦和哈里伯頓號巡防艦便與海盜所挾持的快桅阿拉巴馬號救生艇進行對峙。救生艇本身有足夠的食物和飲用水，但就是缺乏基本的舒適設備，包括廁所或通風系統。班布里奇號驅逐艦則配備有掃描鷹無人機以及救生艇。哈里伯頓號巡防艦上則有兩架SH-60B海鷹直升機。這兩艘船艦都與海盜的救生艇保持著數百碼遠，超出了海盜的射擊範圍，並且彼此之間有無線電通訊。一架P-3獵戶座海上巡邏機則在上空進行偵查並空拍。有四艘被海盜扣押的外國船隻則朝救生艇駛來，當中的兩艘有54名人質，包括來自中國、德國、俄羅斯、菲律賓、吐瓦魯、印尼及臺灣的公民。
2009年4月10日，菲利普斯試圖逃離救生艇，但在海盜開槍射擊之後又被抓回。美國海軍便向海盜扔投了一個雙向的無線電話，但海盜怕美國人可能會用這個設備來給予船長指示，於是就把電話給扔進了海裡。美方則又派遣了另一艘戰艦兩棲突擊艦拳師號至非洲之角的外海待命。到了下午，美國海軍海豹突擊隊則空降至哈里伯頓號巡防艦附近的水域，然後跟著哈里伯頓號與班布里奇號會合。海盜當時的策略是打算與其他挾持各種不同人質的同夥們聯合，一同將菲利普斯送到索馬利亞，這樣他們就可以把他藏起來，使美方救援更加困難；而另一方面，若受到美方的攻擊時，在靠岸之處停船下錨也可以使他們能快速上岸。在聯邦調查局人質交涉員的指示下，班布里奇號驅逐艦艦長便開始與海盜進行談判。海盜們也藉由衛星電話與其他海盜船隻進行通訊。
2009年4月11日，日出後不久，海盜竟開始在救生艇的前艙向哈里伯頓號隨意地開火，唯艦上無人受傷，因此美方驅逐艦對此並未還擊，且也「不想使局勢升級擴大」。但就在數小時之後卻談判破裂，一名海盜藉由衛星電話曾向路透社表示：「我們很安全，且不怕美國人。若受到攻擊，我們會自我防禦。」菲利普斯的家人們則都聚集在其佛蒙特州的農家中，等待美方就此局勢提出解決之道。這次槍擊事件被哈里伯頓號艦上的情報團隊拍攝了下來，之後影片還在《探索頻道》和《歷史頻道》所播出關於此次劫持事件的紀錄片中有播放。另外，快桅阿拉巴馬號在美軍的護衛下也在當天抵達了肯亞蒙巴薩的港口。船上有18名安全人員，聯邦調查局便扣下船隻以將其作為罪案現場。

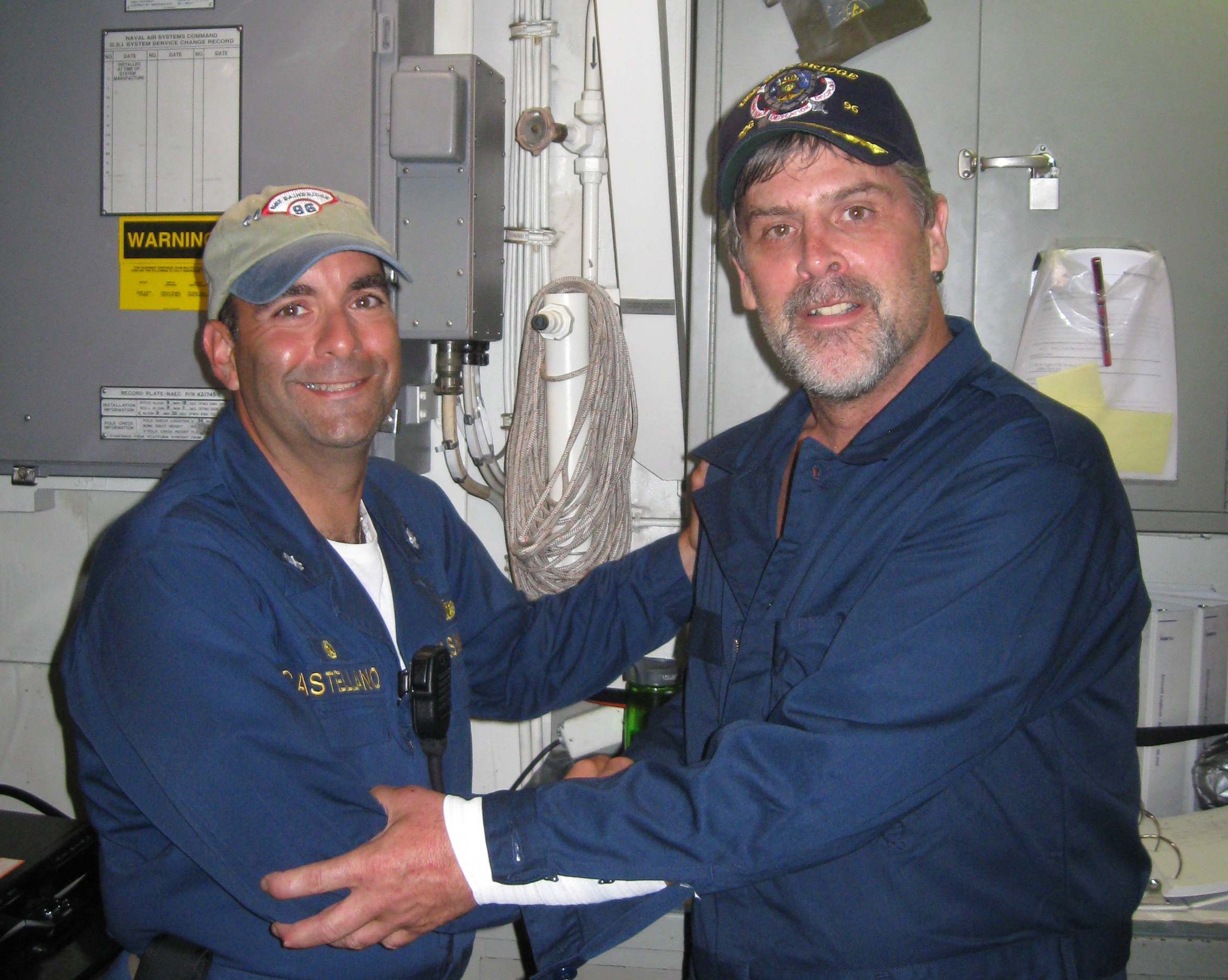
獲救之後的船長菲利普斯（右）與班布里奇號驅逐艦指揮官法蘭克·卡斯特拉諾

2009年4月12日，海盜的救生艇燃料已幾乎用盡，於是便要求船艦拖拉著他們。日落之後，海面上刮起了陣風。海盜們的情緒因刮起的風浪而受影響，緊張局勢也隨之升高。班布里奇號的艦長指揮官法蘭克·卡斯特拉諾說道，當時「我們甚至得安撫他們」，並說服海盜讓班布里奇號拖拉著他們。根據美聯社的報導，那時有一名海盜正以AK-47突擊步槍頂著菲利普斯的背部。卡斯特拉諾因事前已獲得上級的授權，於是在判定當時菲利普斯的性命確實已岌岌可危之後，便下令進行射殺行動。 美國海軍海豹突擊隊「第六分隊」的狙擊手在班布里奇號船尾的甲板上，向著距離船尾約25～30碼被拖著的救生艇上的海盜們開火，將船上的三名海盜當場擊斃，而且這三名海盜幾乎是同時頭部中彈而立即身亡。其中一名被射殺的海盜叫阿里·亞丁·艾爾米（Ali Aden Elmi），另一名則姓哈麥克（Hamac），第三名則還未查明。第四名海盜阿布杜瓦利·繆斯則在班布里奇號上，並就是否釋放菲利普斯進行交涉，同時也對其在占領快桅阿拉巴馬號的過程中所受的傷進行治療。之後繆斯投降並被拘捕。菲利普斯於是獲救，且毫髮無傷。

## 審訊
2009年4月30日，三名被射殺的海盜屍體由美國海軍移交給索馬利亞警方。唯一倖存的海盜阿布杜瓦利·繆斯則被拘留在美國海軍拳師號兩棲突擊艦上，之後便被送往美國進行審訊。在紐約的聯邦法庭上，檢察官指控繆斯犯有海盜行徑、密謀以武力擄獲船隻、並挾持人質。繆斯的律師則聲稱在挾持人質時繆斯只有15、16歲，應以青少年的身分來審訊繆斯。但法院裁定繆斯並非青少年，並會將他以成人的身分來進行審訊。繆斯之後自認是18歲，並承認犯有海盜行徑。最後繆斯被判33年又9個月的有期徒刑。

## 訴訟
2009年4月27日，快桅阿拉巴馬號的船員理察·希克斯（Richard E. Hicks）對其雇主沃特曼輪船公司以及快桅航運有限公司提起了訴訟，因為他們故意派他前往索馬利亞附近海盜經常出沒的海域。代表理察·希克斯連同其他八名船員的休士頓律師布萊恩·貝克康姆（Brian Beckcom）說，船長菲利普斯明知近期有海盜襲擊的報告卻心存忽視，並且不顧與索馬利亞海岸至少保持600英里距離的警告，而甘願讓其船員身陷於危險之中。

## 全美海軍博物館

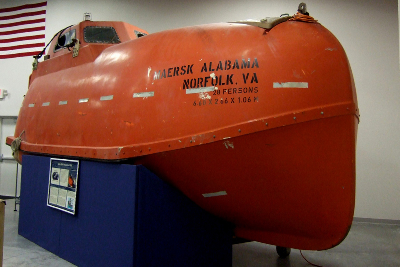
快桅阿拉巴馬號救生艇。2009年，索馬利亞海盜在此救生艇上挾持菲利普斯船長。現正展示於全美海軍博物館

2009年8月，在事件中被海盜用來挾持菲利普斯船長的這艘五噸重、有彈痕的玻璃纖維救生艇，已由美國快桅阿拉巴馬號的船主捐給在佛羅里達州皮爾斯堡的全美海軍博物館。 2010年，該救生艇由《國家地理》租借，並於維吉尼亞州諾福克的海洋科學博物館中在「真實的海盜」展覽會上展示。《怒海劫》電影的製片人也刻意參觀全美海軍博物館來看這艘救生艇，以便能夠為電影場景精確打造一艘一樣的救生艇並重建內部擺設。此外，在事件中用來監控情勢的掃描鷹無人機的樣本，以及美國海軍海豹突擊隊所用來射殺海盜以解救菲利普斯的同型SR-25狙擊步槍也都有展示。

## 外部連結
- M.E.B.A. Marine Officer Magazine –Summer 2009 edition – "Don't Give Up the Ship: Quick Thinking and a Boatload of Know-how Saves the Maersk Alabama"在美國海上工程師福利協會（M.E.B.A）出版的雜誌上所刊載的一篇報導，敘述了劫持事件的經過。
- Hijackers on Cargo Ship: 'They Ran' – Associated Press （页面存档备份，存于） 美聯社對劫持事件的報導。
- U.S. Crew Re-Captures Ship From Pirates （页面存档备份，存于） ABC新聞對劫持事件的報導。
- Capt Phillips on The Daily Show （页面存档备份，存于）菲利普斯船長在《每日秀》節目上的專訪。